# Nederländska Ostindien
Nederländska Ostindien eller Nederländska Indien (nederländska: Nederlands-Indië; indonesiska: Hindia-Belanda) var en nederländsk koloni i Sydostasien från år 1800 till december 1949, då den självständiga staten Indonesien bildades efter det Indonesiska självständighetskriget.
Kolonin omfattade Sundaöarna utom norra Borneo och östra Timor, Moluckerna samt västra Nya Guinea. Den styrdes före den japanska ockupationen 1942 av en generalguvernör jämte ett råd på fem medlemmar i huvudstaden Batavia, nuvarande Jakarta.
Det var en av de viktigaste europeiska besittningarna, och bidrog till nederländska framgångar i handeln med kryddor och avsalugrödor under 1800-talet och början av 1900-talet.

## Historia
Nederländarna i form av Nederländska ostindiska kompaniet hade kommit till vad som nu är Indonesien på 1600-talet. Batavia grundades 1619. Nederländska ostindiska kompaniets höjdpunkt var under mitten och slutet av 1600-talet. Från slutet av 1600-talet gick kompaniet kraftigt bakåt och dess skuldsättning blev hög. Den Bataviska republiken ställde 1795 kompaniet under statskontroll och 1798 upplöstes det. De besittningar som då var i Kompaniets händer omvandlades till ett nederländskt kolonialimperium. År 1800 bildades den nederländska kronkolonin Nederländska Ostindien, med vid den tiden Storbritannien redan erövrat (sedan 1795) de flesta kolonierna utom Java; 1811 togs också denna ö. Efter Napoleons fall bestämdes genom fördraget i Paris 13 augusti 1814, att Nederländerna skulle återfå kolonierna, som också återlämnades (1816-19). 1824 slöt Nederländerna och Storbritannien ett fördrag som delade upp Malajiska arkipelagen i en sydlig nederländsk sfär och en nordlig brittisk sfär.
Från 1840-talet och framåt satsade Nederländerna krafterna på att konsolidera sin makt över dagens Indonesien och att mota andra europeiska länderna från området. De militära styrkorna i Koninklijk Nederlands-Indisch Leger bildades för att få kontrollen över Nederländska Ostindien (Indonesien). Nederländerna kom nu att exploatera Indonesien även utanför huvudön Java. Padrikriget följde 1821-1838 och Javakriget 1825–1830. Prinsen Diponegoro opponerade sig mot det nederländska styret och spelade en viktig roll i Javakriget. Efter kriget tvingades han till exil av holländarna. 1849 fick Nederländerna kontroll över norra Bali. Ett långvarigt krig ägde rum i Aceh-provinsen mellan nederländska styrkor och inhemsk gerilla. Först 1912 slutade den väpnade konflikten. I början av 1900-talet hade nederländarna nått kontroll över hela territoriet.
Eduard Douwes Dekker skrev 1860 under pseudonymen Multatuli boken Max Havelaar där Dekker skildrar holländarnas egennytta och utsugningssystem på Java. Boken väckte stort uppseende i Nederländerna.
Nederländska Ostindien deltog 1938 i fotbolls-VM där de blev utslagna i första omgången i.o.m. att man förlorade med 6-0 mot Ungern.

### Nederländska Ostindien blir Indonesien
1949 förklarade sig Nederländska Indien självständigt som Indonesien. Då hade den nederländska förvaltningen omintetgjorts av den japanska invasionen och påföljande ockupation. Genom det Indonesiska självständighetskriget (1945-1949) som började efter andra världskrigets slut vann den forna kolonin sin självständighet och bildade staten Indonesien. Nederländerna gav upp sin anspråk först efter påtryckningar för FN och USA med ett undantag i Nederländska Nya Guinea som kvarstod som nederländsk koloni och blev en del av Indonesien 1962. 
300 000 personer emigrerade från Indonesien till Nederländerna under de kommande 20 åren: så kallade "Indos" med både nederländska och indonesiska rötter, sydmoluckiska soldater med familjer och personer från Guinea. De kristna sydmoluckiska soldaterna hade rekryterats till den nederländska kolononialarmén under självständighetskriget. 1950 utropades Republiken Sydmoluckerna (Republiken Maluku Selatan) men den omintetgjordes av Indonesien fram till 1955. 35 000 sydmolucker emigrerade till Nederländerna av rädsla för repressalier i Indonesien. En sydmoluckisk självständighetsrörelse bildades i Nederländerna.

## Förvaltning
De bestod dels av områden under direkt nederländsk förvaltning, dels av vasallstater och förbundsområden. Hela koloniväldet bildar ett
generalguvernement, vars generalguvernör residerade i Buitenzorg på Java och hade en vicekungs myndighet, dock inom vissa gränser, bestämda genom en lag från 1854, med ändringar 1909. Han var inte bara en förvaltningsämbetsman, utan hade också rätt att utfärda lagar och förordningar angående kolonins förvaltning. Han biträdes av det indiska rådet, som bestod av en vicepresident och fyra andra av kungen utnämnda ledamöter, vilka dock endast hade rådgivande myndighet. Men om generalguvernören var av annan mening i lagstiftningsfrågor, måste han vädja till kungen.
Guvernören hade därjämte ett kabinett (i Buitenzorg), kallat generalsekretariatet, med en generalsekreterare i spetsen. Under regeringen lydde 10 departement: för 1) marin-, 2) krigs-, 3) justitie-, 4) inrikes-, 5) kult-, 6) finans-, undervisnings- och industri-, 7) jordbruks-,
8) jordbruksärenden, 9) allmänna arbeten, samt 10) statsverk (gruvor, järnvägar, post och telegraf), vart och ett under en direktor. Dessutom fanns en räkenskapskammare. De centrala ämbetsverken låg i Batavia.
Administrativt delades generalguvernementet i Java och Madura (131 508) km², 30 098 008 invånare, 1905) samt
de "yttre besittningarna" (Buitenbezittingen): Sumatra, Banca, Billiton, Riouw-arkipelagen, Borneo, Celebes, Små Sundaöarna, Moluckerna och Nya Guinea (sammanlagd areal 1 783 909 km² med 7 619 363 miljoner invånare, 1905), varav 15 993 européer, 268 250 kineser, 10 440 araber, 20 128 andra asiater samt 7 304 552 inhemsk befolkning. De "yttre besittningarna" var organiserade på samma sätt som Java, men styresmännen kallades guvernörer, residenter, assistent-residenter, kontrollörer, m. m.

## Rättsväsende
Rättsväsendet var olika för européer och den inhemska befolkningen: de förre dömdes av europeiska domare, medan hövdingar hade en stor del i rättskipningen av den inhemska befolkningen. Det finnes en högsta domstol i Batavia, appellationsdomstolar i Batavia, Samarang, Soerabaja, Padang och Makassar samt en mängd lägre domstolar av olika slag. Full religionsfrihet rådde.

## Försvar
Koninklijk Nederlands-Indisch Leger (KNIL) var Nederländernas militära styrkor i Nederländska Ostindien. Förutom den koloniala armén fanns
ett slags lantvärn (schutterij), på 4 968 man (av vilka 2 982 från den inhemska befolkningen, även avsett till ordningens upprätthållande. Hela den övriga armén var värvad. En del av den nederländska flottan var stationerad i Ostindien, nämligen (1911) 18 fartyg om 30 005 ton och 54 446 hästkrafter med 141 kanoner. 

## Undervisning
Undervisningen var delad på två avdelningar, en för européer och med dem assimilerade och en för den inhemska befolkningen. Till den förra hörde (1909) 10 offentliga mellanskolor med 197 lärare och 2 437 lärjungar, 183 folkskolor, nämligen 152 offentliga (128 samskolor och 24 uteslutande flickskolor), 24 statsunderstödda och sju ej statsunderstödda privata skolor i Java och Madura samt 48 offentliga och 2 privata skolor i de "yttre besittningarna" med sammanlagt 2 ,267 barn, samt 2 normalskolor. Nettokostnaderna för alla dessa skolor steg till 2,87 miljoner gulden.
För den inhemska befolkningen fanns (1909) 6 normalskolor (i Bandung, Probolinggo, Djokjakarta, Oengaran, Fort de Kock,
Amboina) med 516 lärjungar samt 472 offentliga och 616 enskilda skolor i Java och Madoera samt i de "yttre besittningarna" (1908) 393 offentliga och 1 299 enskilda skolor. Dessutom fanns 4 skolor för söner till infödda hövdingar. Denna gren av undervisningsväsendet kostade staten (1909) 3,87 miljoner gulden. För i den asiatiska befolkningen (kineser, araber m. fl.) fanns 1906 478 skolor med 12 426 studenter.

## Statsfinanser
Statsinkomsterna kom främst från skatter
på hus och jord, från licenser, tullar och ett antal
indirekta pålagor samt från personliga skatter;
vidare ifrån statsmonopol (på salt och opium),
från järnvägar och från försäljningen av produkter,
som frambragts på statsdomänerna. Summan av alla statsinkomsterna
steg 1911 till 212,6 miljoner gulden, men statsutgifterna
uppgick till 228,7 miljoner. Underskottet på 16,1 miljoner gulden,
täcktes genom bidrag från moderlandet. 1907-12
visade budgeten varje år större eller mindre
underskott, utom 1907, som lämnade ett överskott på
11,5 miljoner gulden.
Av statsinkomsterna kom årligen omkring 28,5 miljoner från Nederländerna för försäljning av
den indiska styrelsens produkter: kaffe, porslin, tenn
(24,4 miljoner gulden) m. m. Av de indiska inkomsterna
steg vinsten på opiumhandeln till 28 miljoner (odling
av vallmo var förbjuden, och opiumbehovet fylles
genom import från Brittiska Indien och Levanten, varefter
regeringen till högt pris avyttrade varan), tullar
och acciser till 32 mill., jordskatterna till 27
miljoner, saltskatten till 14 miljoner.

## Näringsliv
De viktigaste jordbruksprodukterna, som var föremål för export, är socker, tobak, kina, kopra, kautschuk, kaffe,
ris och peppar; av andra varor: petroleum, tenn och hudar. Exporten från hela kolonin hade 1909 ett värde av 455 miljoner gulden, importen dit skattades till 281,6 miljoner gulden. 

## Spår av kolonialtiden

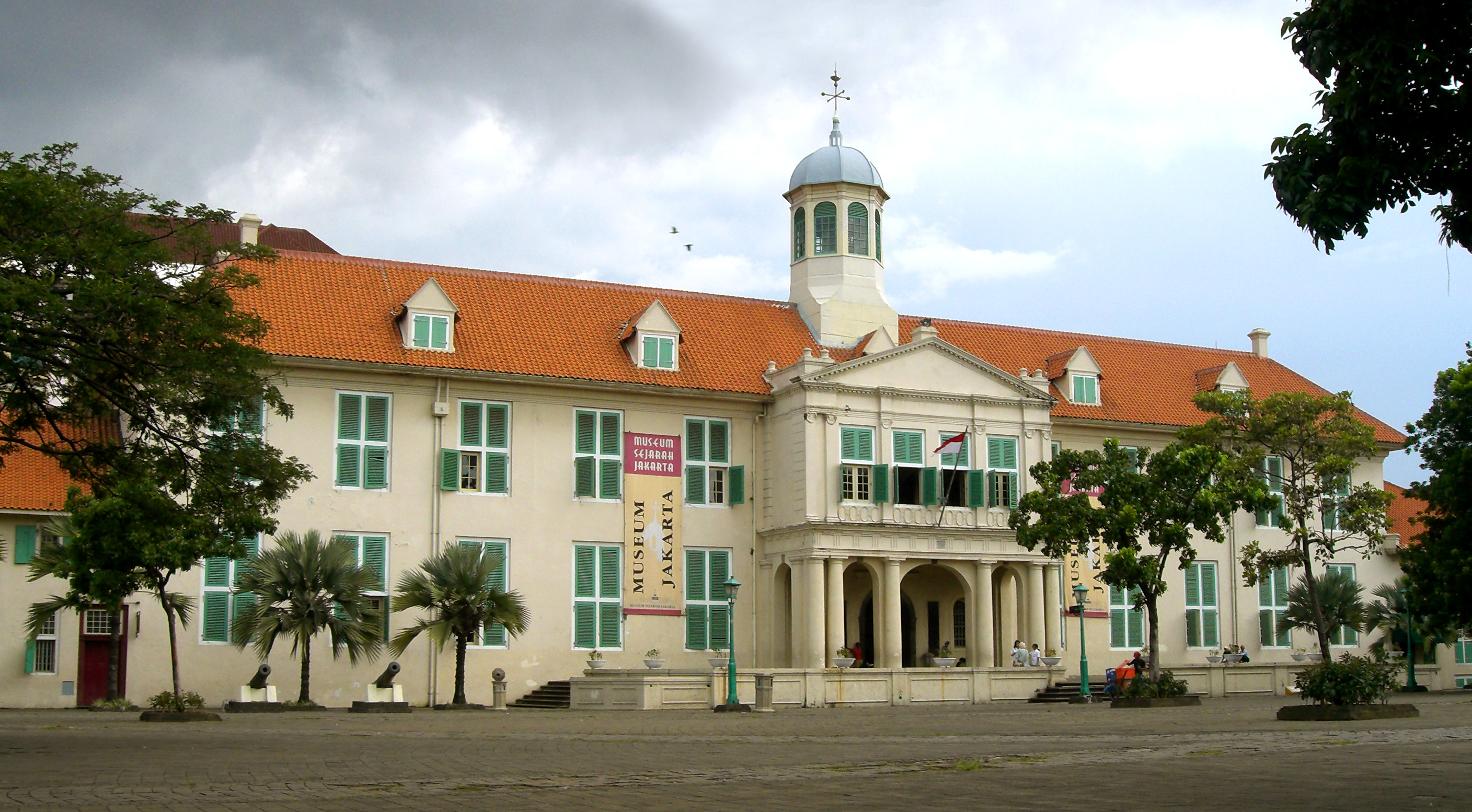
Batavias stadshus är idag Jakartas historiska museum

Det finns inom arkitekturen flera tydliga spår av kolonialtiden. Flera byggnader finns kvar men många byggnader har även kommit att rivas. Under den holländska tiden byggdes förorten Weltevreden i Jakarta. I Bandung används byggnader från den holländska tiden främst av offentliga institutioner. Byggnader går i art deco och nyklassicistisk stil.
I Indonesien finns sju nederländska krigskyrkogårdar som administreras av Nederländernas stiftelse för krigsgravar (Oorlogsgravenstichting). Det fanns ursprungligen 22 stycken men antalet minskade när Indonesien blev självständigt.

## Generalguvernörer
- Willem Rooseboom (1899-1904)
- Joannes Benedictus van Heutsz (1904-1909)
- Alexander Willem Frederik Idenburg (1909-1916)
- Johan Paul van Limburg Stirum (1916-1921)
- Dirk Fock (1921-1926)
- Andries Cornelis Dirk de Graeff (1926-1931)
- Bonifacius Cornelis de Jonge (1931-1936)
- Alidius Warmoldus Lambertus Tjarda van Starkenborgh Stachouwer (1936-1942)
- Hubertus van Mook (formeel 1942-1948), (luitenant-gouverneur-generaal 1945-1946)

### Fotnoter
1. ↑  Dick, Howard W. (2002). Surabaya City Of Work: A Socioeconomic History, 1900–2000 (Ohio RIS Southeast Asia Series): Howard Dick: 9780896802216: Amazon.com: Books. ISBN 978-0896802216.
2. ↑  ”Page:The New International Encyclopædia 1st ed. v. 18.djvu/816 - Wikisource, the free online library”. en.wikisource.org. https://en.wikisource.org/wiki/Page:The_New_International_Encyclop%C3%A6dia_1st_ed._v._18.djvu/816.
3. ↑  Norstedts uppslagsbok 1948
4. ↑  Jonathan Hart, Empires and Colonies, page 200
5. ↑  Parthesius, sid 11
6. ↑  Carlquist, Gunnar, red (1937). Svensk uppslagsbok. Bd 20. Malmö: Svensk Uppslagsbok AB. sid. 1003-04
7. ↑  http://www.svd.se/indonesien-rads-sonderfall
8. ↑  ”Arkiverade kopian”. Arkiverad från originalet den 10 april 2016. https://web.archive.org/web/20160410200128/https://latitudes.nu/dutch-cultural-heritage-in-indonesia-jakarta-bandung-revisited/. Läst 29 mars 2016.
9. ↑  ”Arkiverade kopian”. Arkiverad från originalet den 14 april 2016. https://web.archive.org/web/20160414163044/https://oorlogsgravenstichting.nl/assets/upload/Publicaties/Folder%20DutchWarCemeteriesInIndonesia.pdf. Läst 29 mars 2016.
10. ↑   Google Böcker - Fugitive Dreams: An Anthology of Dutch Colonial Literature
11. ↑   Google Böcker - Mirror of the Indies: A History of Dutch Colonial Literature